# Десний Дубровчак
Десний Дубровчак (хорв. Desni Dubrovčak) — населений пункт у Хорватії, у Сисацько-Мославинській жупанії у складі громади Мартинська Вес.

## Населення
Населення за даними перепису 2011 року становило 115 осіб.
Динаміка чисельності населення поселення:

## Клімат
Середня річна температура становить 11,04 °C, середня максимальна – 25,59 °C, а середня мінімальна – -6,00 °C. Середня річна кількість опадів – 868 мм.
| Клімат поселення                              | Клімат поселення | Клімат поселення | Клімат поселення | Клімат поселення | Клімат поселення | Клімат поселення | Клімат поселення | Клімат поселення | Клімат поселення | Клімат поселення | Клімат поселення | Клімат поселення | Клімат поселення |
| Показник                                      | Січ.             | Лют.             | Бер.             | Квіт.            | Трав.            | Черв.            | Лип.             | Серп.            | Вер.             | Жовт.            | Лист.            | Груд.            |                  |
| Середній максимум, °C                         | 6,28             | 8,36             | 12,94            | 17,53            | 22,81            | 25,59            | 24,54            | 23,78            | 20,00            | 14,89            | 9,27             | 5,26             |                  |
| Середня температура, °C                       | 0,15             | 2,23             | 6,81             | 11,40            | 16,66            | 19,45            | 20,88            | 20,12            | 16,34            | 11,24            | 5,62             | 1,58             |                  |
| Середній мінімум, °C                          | −6               | −3,91            | 0,67             | 5,28             | 10,54            | 13,31            | 17,22            | 16,48            | 12,69            | 7,58             | 1,97             | −2,07            |                  |
| Норма опадів, мм                              | 51               | 49               | 58               | 67               | 77               | 91               | 78               | 83               | 80               | 82               | 87               | 65               |                  |
| Середньомісячна швидкість вітру, м/с          | 1.90             | 2.10             | 2.50             | 2.31             | 2.18             | 2.00             | 1.90             | 1.80             | 1.80             | 1.80             | 1.90             | 1.90             |                  |
| Середньомісячна сонячна радіація, кДж/м²·день | 4181             | 6949             | 10611            | 15171            | 19340            | 21269            | 22304            | 19460            | 14344            | 8827             | 4603             | 3394             |                  |
| --------------------------------------------- | ---------------- | ---------------- | ---------------- | ---------------- | ---------------- | ---------------- | ---------------- | ---------------- | ---------------- | ---------------- | ---------------- | ---------------- | ---------------- |
| Джерело:                                      |                  |                  |                  |                  |                  |                  |                  |                  |                  |                  |                  |                  |                  |